# Pyrrolidine
La pyrrolidine, également appelée azolidine ou tétrahydropyrrole, est le plus simple des composés du groupe des azolidines. C'est une amine cyclique à cinq atomes, version tétrahydrogénée du pyrrole.
La pyrrolidine est présente dans la nature, dans les feuilles de tabac ou de carotte. On retrouve ce composé dans beaucoup de produits pharmaceutiques.
En chimie organique, la pyrrolidine est utilisée pour activer une cétone en vue d'une addition nucléophile donnant une imine.